# 국립 여성 예술가 미술관

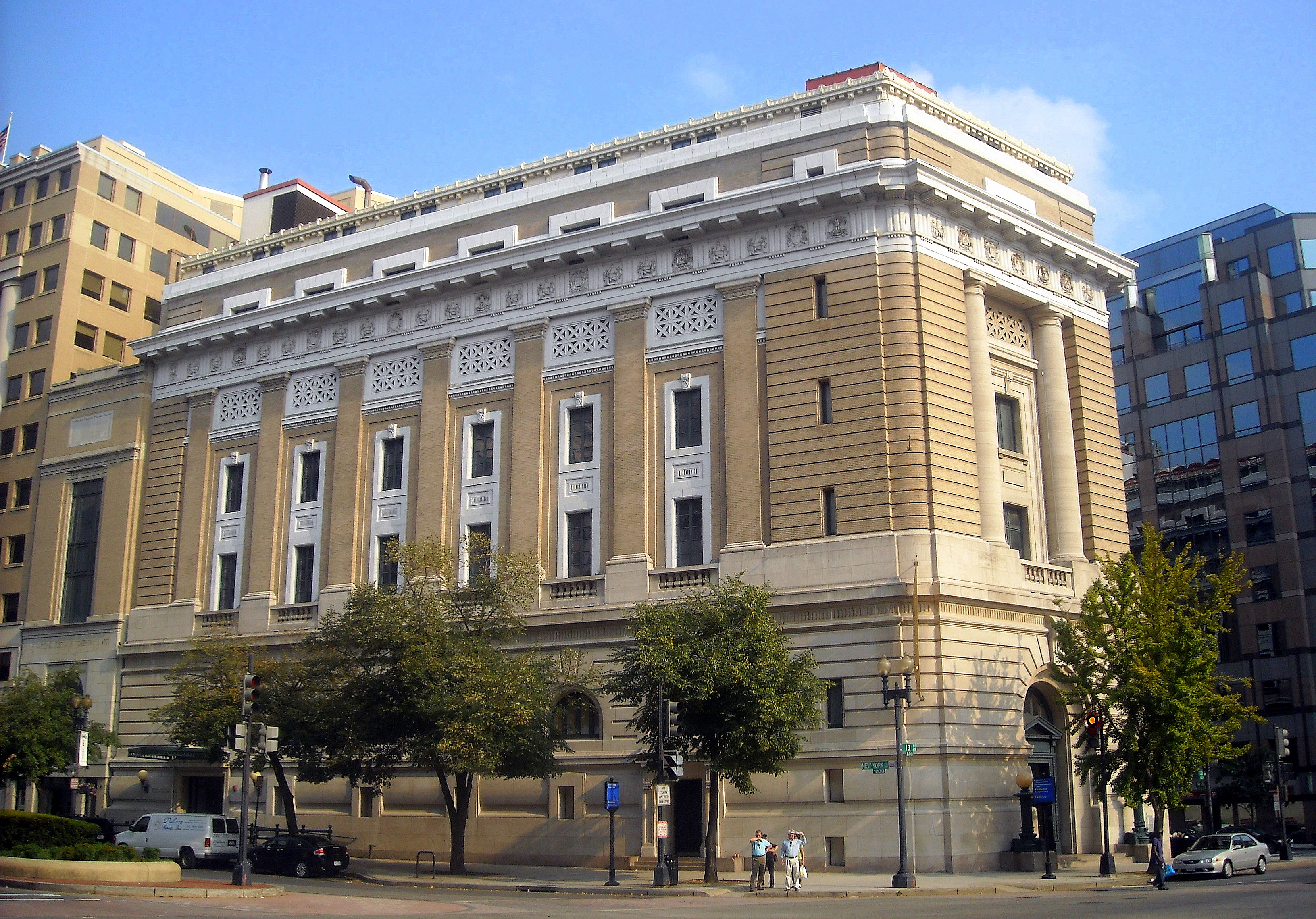
국립 여성 예술가 미술관

국립 여성 예술가 미술관(영어: National Museum of Women in the Arts, NMWA)은 미국 워싱턴 D.C.의 미술관으로, 여성 예술가를 취급한다.